# 16-Punkte-Berichte
Die 16-Punkte-Berichte wurden im Fürstentum Ansbach auf Befehl vom 4. Januar 1608 für die jeweiligen ansbachischen Oberämter erstellt. 
Die sogenannten 16-Punkte-Berichte von 1608 dienten dazu, die Rechte und Gerechtsame festzustellen und vorhandene Streitpunkte mit Benachbarten aufzuzeigen, auf die man besonderes Augenmerk legen musste.  Diese aufgrund eines standardisierten Fragenkatalogs (Ausschreiben des Markgrafen Joachim Ernst vom 4. Januar 1608) durch die ansbachischen Ämter formulierten Berichte dienten einer umfassenden Information über das Fürstentum, seine Organisation und Nachbarschaftsverhältnisse.
Sie sollten Angaben zu folgenden 16 Punkten enthalten:
1. Ausdehnung des jeweiligen Oberamtes
2. Verrainung, Versteinung oder sonstige Kennzeichnung der Fraischgrenze
3. Die im Bezirk inbegriffenen Dörfer, Weiler, Höfe und Mühlen
4. Vogt- und Gültbarkeit aller Untertanen
5. Streitigkeiten wegen der hochfraischlichen Obrigkeit
6. Streitigkeiten wegen Vogtei, Buß und Frevel
7. Ausdehnung der Wildfuhr
8. Vermarkung und Versteinung der Wildfuhr
9. Wälder im Bezirk
10. Streitigkeiten mit Benachbarten wegen des Wildbanns in den Hölzern
11. Rechte des Markgrafen am kleinen Waidwerk
12. Fremde Rechte am kleinen Waidwerk
13. Streitigkeiten wegen kleinen Waidwerks
14. Ausdehnung der Geleitsrechte und Geleitsgrenze
15. Streitigkeiten wegen der Geleitsgrenze
16. Weitere Streitigkeiten im Amt wegen Pfarrgerechtigkeiten, Heiligenrechnung, Gerichten, Zoll, Kirchweihschutz, Gemeinderechten, Eichelrechten, Steinsetzen[2], Umgeld, Angießen und Besichtigung der Maße, Mühlen, Zinsen, Gülten, Kaufrecht, Handlohn, Nachsteuern, Zehnten u. a.

Da die Berichte nicht von allen Oberämtern vorgelegt wurden oder die vorgelegten Berichte unvollständig waren, wurde die Berichterstattung im Jahr 1681 wiederholt. Im 16-Punkte-Bericht des Oberamtes Ansbach von 1681 fehlt die Auflistung der einzelnen Orte, sie findet sich jedoch im Salbuch des Oberamtes von 1684 in der Weise, wie man sie von den anderen 16-Punkte-Berichten kennt, so dass angenommen werden kann, dass die Angaben auf der Grundlage dieser Erhebung beruhen.
Die 16-Punkte-Berichte wurden handschriftlich verfertigt und befinden sich heute im Staatsarchiv Nürnberg.